# Lipsk (gmina)
Pour la ville, voir Lipsk.
Lipsk est une gmina mixte du powiat de Augustów, Podlachie, dans le nord-est de la Pologne, sur la frontière avec la Biélorussie. Son siège est la ville de Lipsk, qui se situe environ 32 km au sud-est d'Augustów et 71 km au nord de la capitale régionale Białystok.
La gmina couvre une superficie de 184,42 km2 pour une population de 5 660 habitants.

## Géographie
Outre la ville de Lipsk, la gmina inclut les villages de Bartniki, Dolinczany, Dulkowszczyzna, Jaczniki, Jałowo, Jasionowo, Kolonie Lipsk, Kopczany, Krasne, Kurianka, Lichosielce, Lipsk Murowany, Lipszczany, Lubinowo, Nowe Leśne Bohatery, Nowy Lipsk, Nowy Rogożyn, Podwołkuszne, Rakowicze, Rogożynek, Rygałówka, Siółko, Skieblewo, Sołojewszczyzna, Stare Leśne Bohatery, Starożyńce, Stary Rogożyn, Wołkusz, Wyżarne et Żabickie.
La gmina borde les gminy de Dąbrowa Białostocka, Nowy Dwór, Płaska et Sztabin. Elle est également frontalière de la Biélorussie.